# Institut Finanzen und Steuern
Das Institut Finanzen und Steuern e.V. (ifst) ist ein nach dem Gemeinnützigkeitsrecht steuerlich geförderter Verein, dessen Ziel es nach eigener Aussage ist, „den wissenschaftlichen Dialog zu fördern“. Er begleitet wissenschaftlich aktuelle Fragen der Finanz- und Steuerpolitik mit Schwerpunkt im Unternehmenssteuerrecht und verfolgt dabei zumeist das Ziel der Senkung von Unternehmenssteuern. Kritiker bezeichnen das Institut daher als „wirtschaftsnahen Lobbyverein“. Das Institut wurde 1949 gegründet, in der Rechtsform des eingetragenen Vereins geführt und hat seinen Sitz in Berlin. Ziel des Instituts ist es, zur Klärung von Zukunftsfragen und aktuellen Streitthemen der deutschen und europäischen Steuer- und Finanzpolitik beizutragen. Durch eigene Untersuchungen und Arbeitsgruppen gibt das ifst Impulse zu den Strukturfragen einer sachgerechten Steuer- und Finanzpolitik. Der thematische Schwerpunkt liegt in der Unternehmensbesteuerung. Herzstück und Dokumentation der Institutsarbeit ist die ifst-Schriftenreihe.

Durch den fachlichen Austausch mit den Mitgliedern des Instituts können offene Fragen und Brennpunkte der Steuerpraxis schnell aufgegriffen und wissenschaftlich vertieft werden. Vortragsveranstaltungen und die ifst-Kolloquien geben hierzu einen institutionellen Rahmen.
Die wissenschaftliche Leitung und Geschäftsführung des Instituts Finanzen und Steuern lag seit Juni 2010 bei Johanna Hey. Seit Mai 2021 ist Rudolf Mellinghoff wissenschaftlicher Direktor.